# Valadares (Baião)
Valadares is een plaats (freguesia) in de Portugese gemeente Baião en telt 885 inwoners (2001).